# فلاديمير بيكالوف
فلاديمير كاربوفيتش بيكالوف (بالروسية: Владимир Карпович Пикалов) (15 سبتمبر 1924 - 29 مارس 2003) كان قائدًا عسكريًّا سوفيتيًّا، قاد قوات الحرب الكيميائية في الجيش السوفيتي بين عام 1968 و1988. كان مسؤولًا عن الوحدات العسكرية المتخصصة التي عملت في منطقة كارثة مفاعل تشيرنوبل حيث وصل لموقع الحدث في 26 أبريل 1986 وتولى القيادة هناك. في ديسمبر 1986، مُنح جائزة بطل الاتحاد السوفيتي لدوره في العمل على احتواء آثار الكارثة.
خلال الحرب العالمية الثانية، أصيب بجراح مرات متعددة وشارك في معارك كبرى من بينها معركة موسكو وستالينجراد وكورسك.

## استشهادات
1. ↑  Zhores Medvedev: The Legacy of Chernobyl نسخة محفوظة 9 مارس 2020 على موقع واي باك مشين.